# Fritz Strauss (Landrat)

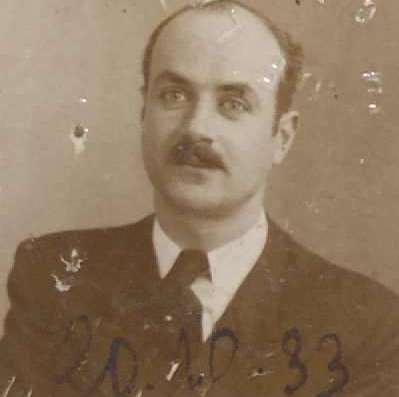
Fritz Strauss, 1933

Fritz Peter Strauss (* 2. Dezember 1903 in Freiburg im Breisgau; † 13. Dezember 1948) war Schneidermeister und im Jahr 1945 kurzzeitig Bürgermeister von Ettlingen und kommissarischer Landrat des Landkreises Karlsruhe.

## Leben und Wirken
Strauss wurde am 2. Dezember 1903 als Sohn des Kaufmanns Simon Strauss und Anna, geborene Meier in Freiburg geboren. Strauss und seine Familie waren jüdischen Glaubens. Im Jahr 1919 schloss er die Oberrealschule ab und begann eine kaufmännische Ausbildung, die er wieder abbrach. Im Alter von 23 heiratete er erstmals. Die Ehe, aus der ein Sohn hervorging, wurde nach einem Jahr wieder geschieden. Nach seiner Ausbildung zum Schneidermeister eröffnete Strauss 1927 in Karlsruhe ein eigenes Geschäft. Nach den Aktionen gegen jüdische Geschäfte, bei denen die Nationalsozialisten gegen die Juden hetzten, sie bedrohten und zum Boykott ihrer Läden aufriefen, floh er nach Paris und versuchte sich dort eine neue Existenz aufzubauen. In Paris heiratete Strauss 1934 die Ettlingerin Erika Netzer. Nachdem ihn die Gestapo über die Grenze zurück nach Deutschland gelockt hatte, kam er im KZ Kislau in Schutzhaft. Nach drei Monaten wurde er nach Abgabe einer Loyalitätserklärung wieder freigelassen. Am 14. Februar 1945 sollte Strauß deportiert werden, entging der Deportation jedoch, indem er sich bis Kriegsende im Haus des Wirtschaftsprüfers Robert Holtz in der Ettlinger Waldkolonie versteckte.
Am 18. April 1945 wurde er von der französischen Besatzungsmacht als Bürgermeister der Stadt Ettlingen eingesetzt. Im Juni 1945 löste Strauss Anton Kaufmann als kommissarischen Landrat des Landkreises Karlsruhe ab, nachdem Kaufmann wegen seiner Mitgliedschaft in der NSDAP aus dem Amt entlassen worden war. Im Oktober 1945 wurde Strauß wegen falscher Angaben zu seinem Vorleben von der amerikanischen Militärregierung des Amtes enthoben und Kaufmann wurde erneut eingesetzt. Strauss hatte bei der Einstellung seine Jugendstrafen, die er um das Jahr 1920 begangen hatte, verschwiegen. Bis zu seinem Tod 1948 kam es zu häufigen Auseinandersetzungen mit politischen Gegnern, auch weil sich die Meinungen zur Entnazifizierung stark unterschieden.

## Belege
1. ↑  Generallandesarchiv Karlsruhe 521 Nr. 8562: Strauß, Fritz. Landesarchiv Baden-Württemberg, abgerufen am 2. Juni 2020.
2. ↑  Josef Werner: Karlsruhe: Blick in die Geschichte Nr. 86 vom 19. März 2010. Stadt Karlsruhe, abgerufen am 9. Juli 2020.
3. ↑  Josef Werner: Karlsruhe 1945: Unter Hakenkreuz, Trikolore und Sternenbanner. Hrsg. Stadtarchiv Karlsruhe. Braun, Karlsruhe 1985, S. 166 (online, PDF; 8,8 MB).
4. ↑  Das „Drei-Landräte-Jahr“. ka-news, 29. Oktober 2005, abgerufen am 2. Juni 2020.
5. ↑  Weiße Weste trotz brauner Vergangenheit? Über den Umgang mit dem Nationalsozialismus im Landkreis Karlsruhe in den Jahren 1945 - 1948. In: Stadt Rheinstetten (Hrsg.): Amtsblatt der Stadt Rheinstetten. 16. Jahrgang, Nr. 42/2017. Rheinstetten 19. Oktober 2017, S. 14 (rheinstetten.de [PDF]).

| Personendaten    | Personendaten                             |
| ---------------- | ----------------------------------------- |
| NAME             | Strauss, Fritz                            |
| ALTERNATIVNAMEN  | Strauss, Fritz Peter (vollständiger Name) |
| KURZBESCHREIBUNG | deutscher Landrat und Bürgermeister       |
| GEBURTSDATUM     | 2. Dezember 1903                          |
| GEBURTSORT       | Freiburg im Breisgau                      |
| STERBEDATUM      | 13. Dezember 1948                         |